# Зовні (фільм, 1991)
«Поза» («Вне») — радянський художній фільм 1991 року, знятий режисером Вагіфом Мустафаєвим на кіностудії «Азербайджанфільм».

## Сюжет
Герой фільму, без переконань і принципів, який не слідує жодним правилам, врешті-решт приходить до того, що зраджує самого себе…

## У ролях
- Автанділ Махарадзе — головна роль
- Ролан Биков — головна роль
- Ірина Купченко — головна роль
- Гасанага Турабов — роль другого плану
- Олена Санаєва — роль другого плану
- Юрій Назаров — роль другого плану
- Яшар Нурі — роль другого плану
- Гаджі Ісмайлов — роль другого плану
- Бахрам Багірзаде — роль другого плану
- Рахім Садикбейлі — роль другого плану
- Алескер Гурбаналієв — роль другого плану
- Аріф Керімов — епізод

## Знімальна група
- Режисер — Вагіф Мустафаєв
- Сценаристи — Вагіф Мустафаєв, Раміз Фаталієв
- Оператор — Валерій Гінзбург
- Композитор — Тофік Кулієв
- Художники — Рафік Насіров, Нігіяз Наріманбекова
- Продюсер — Вагіф Асадуллаєв